# Mauricio Roche
Edmundo Mauricio Burke Roche, 4º Barón Fermoy (15 de mayo de 1885 - 8 de julio de 1955), fue un noble inglés, partidario Conservador y abuelo materno de Diana de Gales.
Roche nació en Chelsea, Londres, el hijo mayor de gemelos de Jacobo Roche, 3.er Barón Fermoy y su esposa Frances Work. Fue educado en la Universidad de Harvard, pero regresó a Inglaterra para suceder el título de su padre en 1920. Rentó Park House, en Sandringham, Norfolk de la Familia Real Británica, y en la elección general de 1924, fue candidato y ganó para el distrito parlamentario local de King's Lynn, teniendo este cargo hasta 1935 (también siendo elegido alcalde de esta localidad).
El 17 de septiembre de 1931, Lord Fermoy se casó con Ruth Gill hija menor del Coronel Guillermo Smith Gill, en St. Devenick's Bieldside, Aberdeenshire y tuvieron tres hijos:
- Hon. Mary Cynthia Burke (1934-2023)
- Hon. Frances Ruth Burke (1936-2004)
- Edmundo Roche, 5.º Baron Fermoy (1939-1984)

Lord Fermoy se unió a la Real Fuerza Aérea británica en 1939 en el inicio de la Segunda Guerra Mundial pero cuando el miembro del Parlamento para King's Lynn murió durante la guerra en 1943, renunció a su comisión y se postuló para la reelección. Se retiró de la política cuando el Parlamento fue disuelto para la elección general de 1945.
Lord Fermoy murió en junio de 1955, le fue sucedido por su último hijo como 5.º Barón Fermoy.